# Práčov (Svídnice)
Osada Práčov leží na levém břehu Chrudimky, 3 km severně od Nasavrk. Je součástí obce Svídnice, na jejímž katastrálním území také leží.
Na zastavěném území Práčova se nalézalo prehistorické hradiště, nejvýraznější zbytky fortifikace hradiště jsou zachovány u cesty do Trpišova. Nejstarší dochovanou stavbou je kostel sv. Jakuba, původně gotická stavba z let 1364–1369. Současnou dominantu Práčova tvoří vodárenská vyrovnávací věž.

## Pamětihodnosti
- Kostel svatého Jakuba Staršího[3]
- Výšinné hradiště (archeologická lokalita)[4]